# Charles Rosin
Charles Scott Rosin (født 4. januar 1952 i Los Angeles, Californien) er en amerikansk manuskriptforfatter og producent, der har skrevet til tv siden slutningen af 1970'erne. 

## Karriere
Rosin er bedst kendt for sit arbejde som forfatter/executive producer på tv-serien Beverly Hills 90210 gennem de første 144 episoder/fem sæsoner af showet, fra 1990-1995. Under Rosin's tid som executive producer på serien, har han modtaget en Peoples Choice Award , to Golden Globe nomineringer , og mange priser for sin følsomme håndtering af aktuelle emner.